# Brug bij Oelegem (II)
De brug bij Oelegem II is een liggerbrug over het Albertkanaal nabij Oelegem in de Belgische gemeente Ranst.